# Gulbung
Gulbung is een bestuurslaag in het regentschap Sampang van de provincie Oost-Java, Indonesië. Gulbung telt 4578 inwoners (volkstelling 2010).